# Fritz Gerhard Mayr
Fritz Gerhard Mayr (* 17. Dezember 1931 in Raab; † 17. August 2024 in Wien) war ein österreichischer Architekt.

## Leben
Fritz Gerhard Mayr studierte von 1954 bis 1957 bei Lois Welzenbacher und Roland Rainer an der Akademie der bildenden Künste Wien. Er war Mitarbeiter in den Architekturbüros von Roland Rainer und Wilhelm Hubatsch. Mayr arbeitete als freischaffender Architekt in Wien.
Die Realisierung einer der bekanntesten Kirchen Österreichs, der Wotrubakirche – Kirche zur heiligsten Dreifaltigkeit, ging nur mit einem Team aus einem Bildhauer, Fritz Wotruba, und zwei weiteren Personen vonstatten. Die eine, Margarethe Ottillinger, war sieben Jahre in einem sowjetischen Gulag inhaftiert und hat sich aus Dankbarkeit für ihre Freilassung ab 1964 für den Bau einer Kirche eingesetzt. Mayr setzte Wotrubas skulpturales Konzept in architektonische Form um. Das ikonische Gebäude besteht aus 152 Betonblöcken, die wie eine überdimensionale Skulptur aufeinander gestapelt sind. Wotruba und Mayr entschieden sich für eine glatte, unstrukturierte Sichtbetonoberfläche. Die Überlegung, wie die Zwischenräume zwischen den Betonblöcken geschlossen werden können, beschäftigte die beiden hingegen neun Jahre lang bis zur Fertigstellung 1976.

## Werke

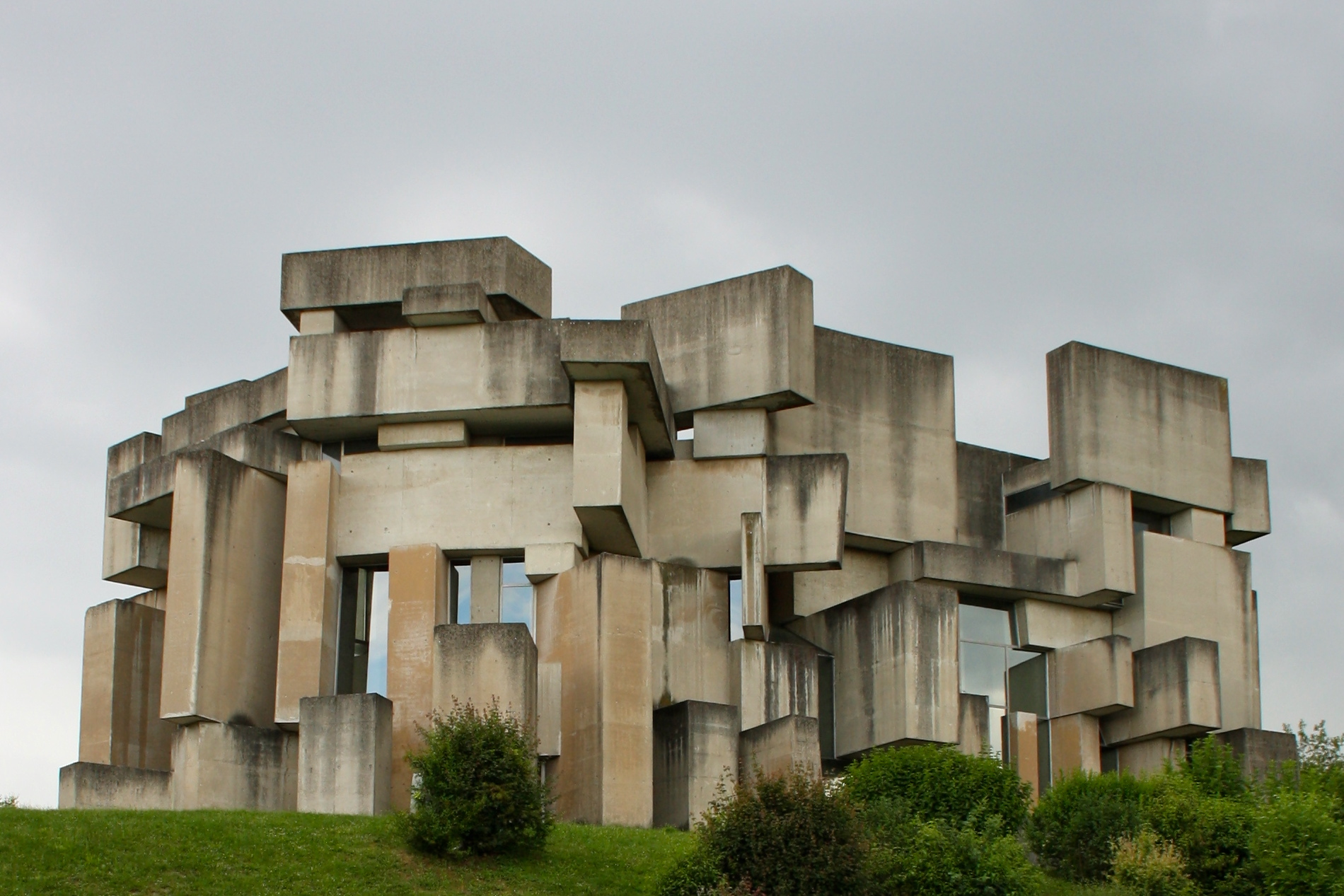
Wotrubakirche in Wien

- 1974 mit Viktor Hufnagl: Modellschule in Wörgl
- 1965–1976 mit Fritz Wotruba: Wotrubakirche – Kirche zur heiligsten Dreifaltigkeit in Wien-Mauer[2]
- 1976 Internat St. Berthold in Wels
- 1973–1977 mit Walter Vasa und Brigitte Wiedmann: Wohnanlage Trabrenngründe in Wien-Kagran[3]
- 1978 Hauptschule Raab (erbaut 1978)
- 1979–1980 Verkehrsbüro-Filiale in Wien-Meidling
- 1994–1995 Zubau der Schule Steinlechnergasse, Wien-Lainz